# Duberria
Duberria – rodzaj węży z rodziny Pseudoxyrhophiidae.

## Zasięg występowania
Rodzaj obejmuje gatunki występujące w Afryce (Etiopia, Demokratyczna Republika Konga, Rwanda, Burundi, Uganda, Kenia, Tanzania, Malawi, Zambia, Zimbabwe, Mozambik, Eswatini i Południowa Afryka).

## Systematyka

### Etymologia
- Duberria: etymologia nieznana, Fitzinger nie wyjaśnił pochodzenia nazwy rodzajowej[2][5].
- Homalosoma: gr. ὁμαλος homalos „równy, gładki”; σωμα sōma, σωματος sōmatos „ciało”[3]. Gatunek typowy: Coluber arctiventris Daudin, 1803 (= Coluber lutrix Linnaeus, 1758).

### Podział systematyczny
Do rodzaju należą następujące gatunki:
- Duberria atriventris (Sternfeld, 1912)
- Duberria lutrix (Linnaeus, 1758)
- Duberria rhodesiana Broadley, 1958
- Duberria shirana (Boulenger, 1894)
- Duberria variegata (Peters, 1854)